# Applied Physics Laboratory
L'Applied Physics Laboratory (letteralmente "laboratorio di fisica applicata", abbreviato in APL, JHU/APL o JHUAPL) è un centro di ricerca affiliato alla Johns Hopkins University sito nella Contea di Howard, nei pressi di Laurel e Columbia, nel Maryland (USA). L'APL è principalmente un'industria della difesa, che svolge supporto tecnico (ricerca e sviluppo) per il Dipartimento della Difesa, la NASA e altre agenzie governative statunitensi.
Il nome del laboratorio trae origine dalle sue caratteristiche durante la seconda guerra mondiale, ma il punto di forza dell'APL sono i sistemi ingegneristici e le applicazioni tecnologiche. La metà circa dello staff tecnico è costituito da ingegneri, un 25%, inoltre, ha una laurea in informatica o matematica. L'APL conduce ricerca, sia pura, sia applicata; sviluppo avanzato; valutazione e prove sperimentali; integrazione e ingegneria dei sistemi.
La Marina degli Stati Uniti rimane il principale referente dell'APL. Il laboratorio conduce attività per la Missile Defense Agency, il Dipartimento della Sicurezza Interna degli Stati Uniti d'America, le agenzie di spionaggio, la Defense Advanced Research Projects Agency (DARPA) ed altre agenzie statunitensi. L'APL svolge inoltre mansioni per la NASA: studi di scienza spaziale, progetto e produzione di sonde spaziali, controllo di missioni spaziali.
L'APL ha costruito e diretto numerose sonde spaziali, tra queste: il sistema di navigazione Transit e le sonde Near Earth Asteroid Rendezvous, Geosat, ACE, TIMED, CONTOUR, MESSENGER, New Horizons e STEREO.

## Storia
L'APL è stato istituito nel 1942, durante la seconda guerra mondiale sotto l'Office of Scientific Research and Development (Ufficio di ricerca scientifiva e sviluppo) nell'ambito dello sforzo del Governo statunitense di mobilitare le competenze scientifiche ed ingegneristiche della nazione, entro le università. Suo primo direttore fu Merle Tuve. Uno dei successi del laboratorio fu di riuscire a sviluppare una spoletta di prossimità VT, che giocò un ruolo significativo nella vittoria alleata. Invece di essere smantellato, l'APL partecipò pesantemente allo sviluppo di missili guidati e della tecnologia ad essi associata per la Marina statunitense. Così, su richiesta del Governo, l'Università mantenne in attività il laboratorio.
L'APL era inizialmente sito a Silver Spring, Maryland, presso l'edificio che in precedenza era stato della Wolf Motor Company. Il trasferimento dell'APL a Laurel è iniziato nel 1954 e si è concluso nel 1975. Prima del trasferimento, l'APL possedeva anche la "Forest Grove Station", a nord di Silver Spring, dove era presente una galleria del vento ipersonica. Tale centro è stato svuotato ed abbattuto nel 1963; le simulazioni di volo erano state nel frattempo trasferite a Laurel.
Dal 1965 al 1990, l'APL ha fornito supporto tecnico e condotto campagne di prova per migliorare le prestazioni e la sopravvivenza dei sistemi dei missili Pershing.